# شمشیر شکارچی
شمشیر شکارچی (انگلیسی: Orion's Sword) مجموعه ستاره‌ای فشرده در صورت فلکی شکارچی است. این بخش شامل سه ستاره (۴۲ شکارچی، تتا شکارچی و یوتا شکارچی) و M42 یا همان سحابی شکارچی و ستاره‌های جوان دیگر است که تصور می‌شود با هم شبیه یک شمشیر یا غلاف آن هستند. این گروه در پایین ستاره‌های کمربند شکارچی قرار دارد. افسانه ها و باورهای قدیمی در اروپا تحت تسلط یا به طور گسترده‌ای تحت تأثیر روایت های یونانی-رومی قرار دارند. فراتر از اروپا، این گروه ستاره‌ای کاملاً به عنوان یک سلاح شناخته می‌شود، همانطور که بیش‌تر فرهنگ‌ها «ساعت شنی» نامتقارن برجسته جبار از هفت ستاره بسیار درخشان را به عنوان یک انسان درک کردند.

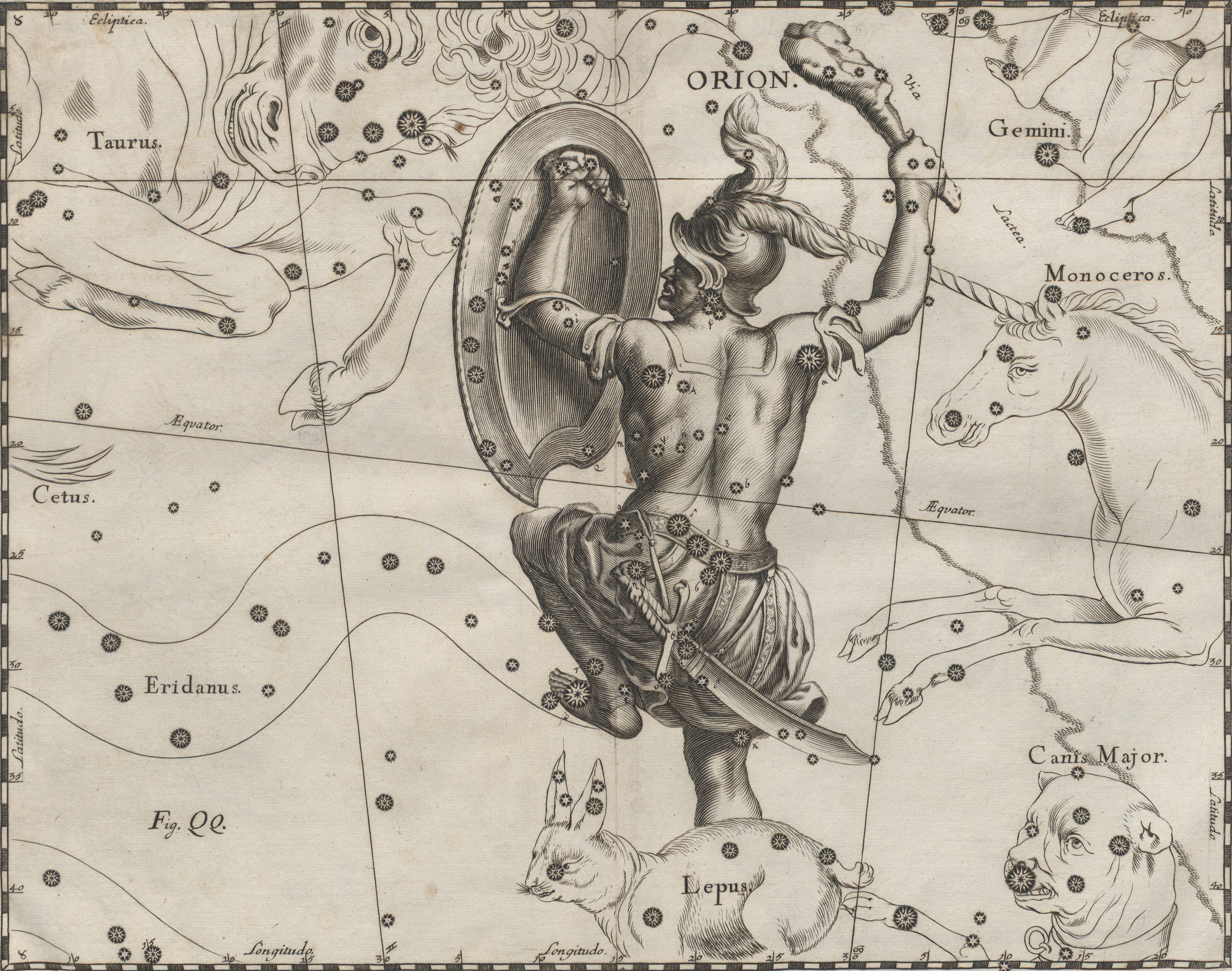
نمایی از صورت فلکی شکارچی

## نگارخانه

صورت فلکی شکارچی، با شمشیر شکارچی که با M42 متمایز می شود.

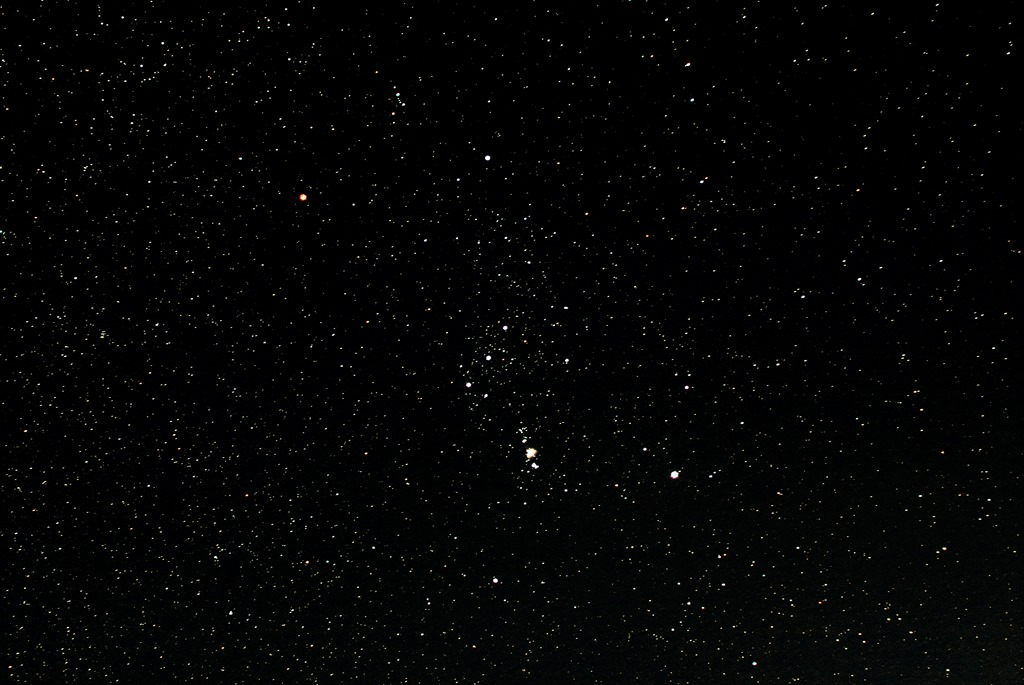
M42 و شمشیر شکارچی یکی از درخشان ترین و برجسته ترین ویژگی‌های این صورت فلکی است.

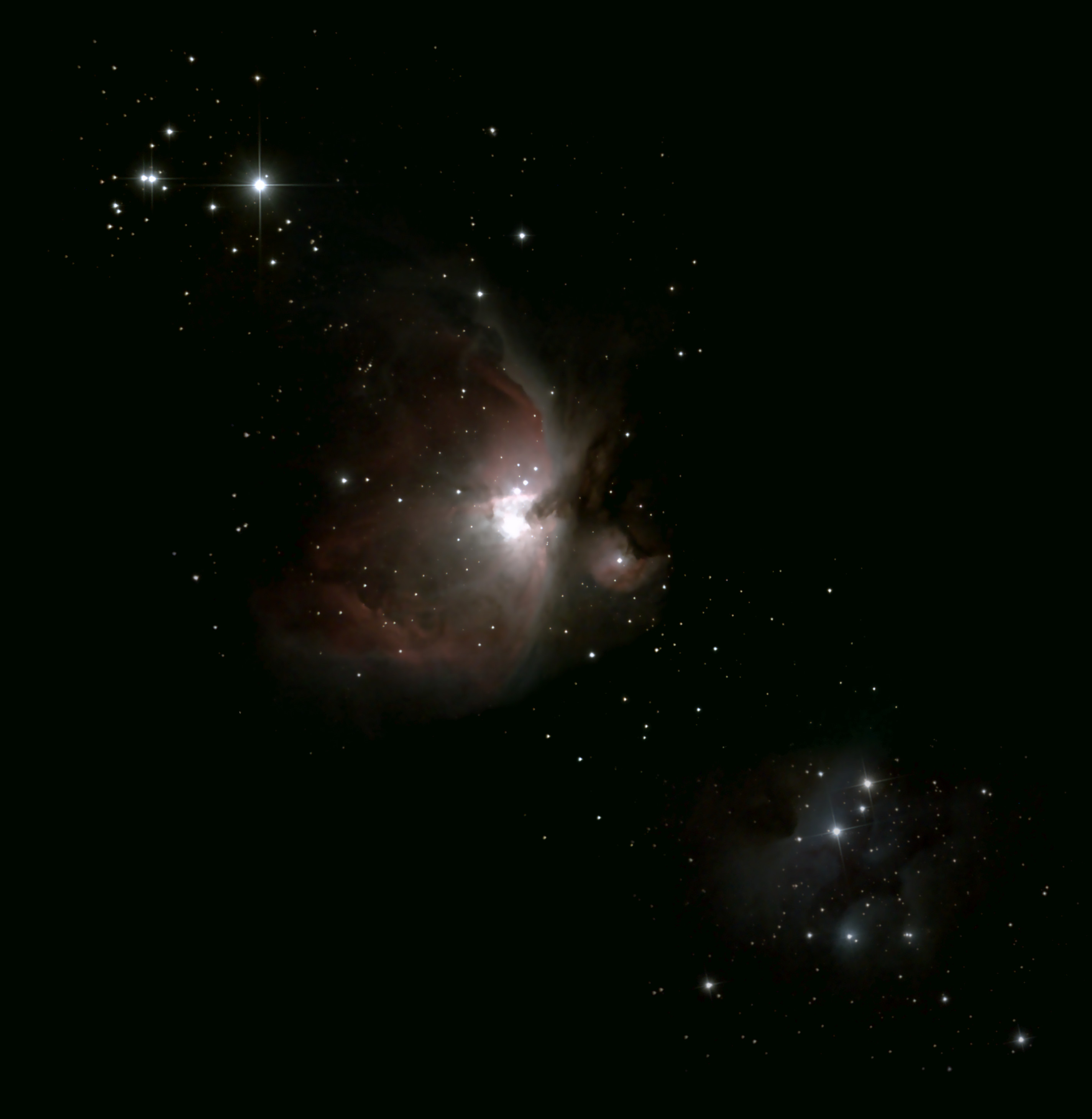
نمایی از شمشیر شکارچی